# Ceratosoma
Ceratosoma Adams & Reeve, 1850 è un genere di molluschi nudibranchi della famiglia Chromodorididae.

## Tassonomia
Il genere comprende le seguenti specie:
- Ceratosoma amoenum (Cheeseman, 1886)
- Ceratosoma bicolor Baba, 1949
- Ceratosoma brevicaudatum Abraham, 1876
- Ceratosoma gracillimum Semper in Bergh, 1876
- Ceratosoma ingozi Gosliner, 1996
- Ceratosoma palliolatum Rudman, 1988
- Ceratosoma polyomma Bergh, 1880
- Ceratosoma pustulosum (Cuvier, 1804)
- Ceratosoma tenue Abraham, 1876
- Ceratosoma trilobatum (J.E. Gray, 1827)

### Alcune specie

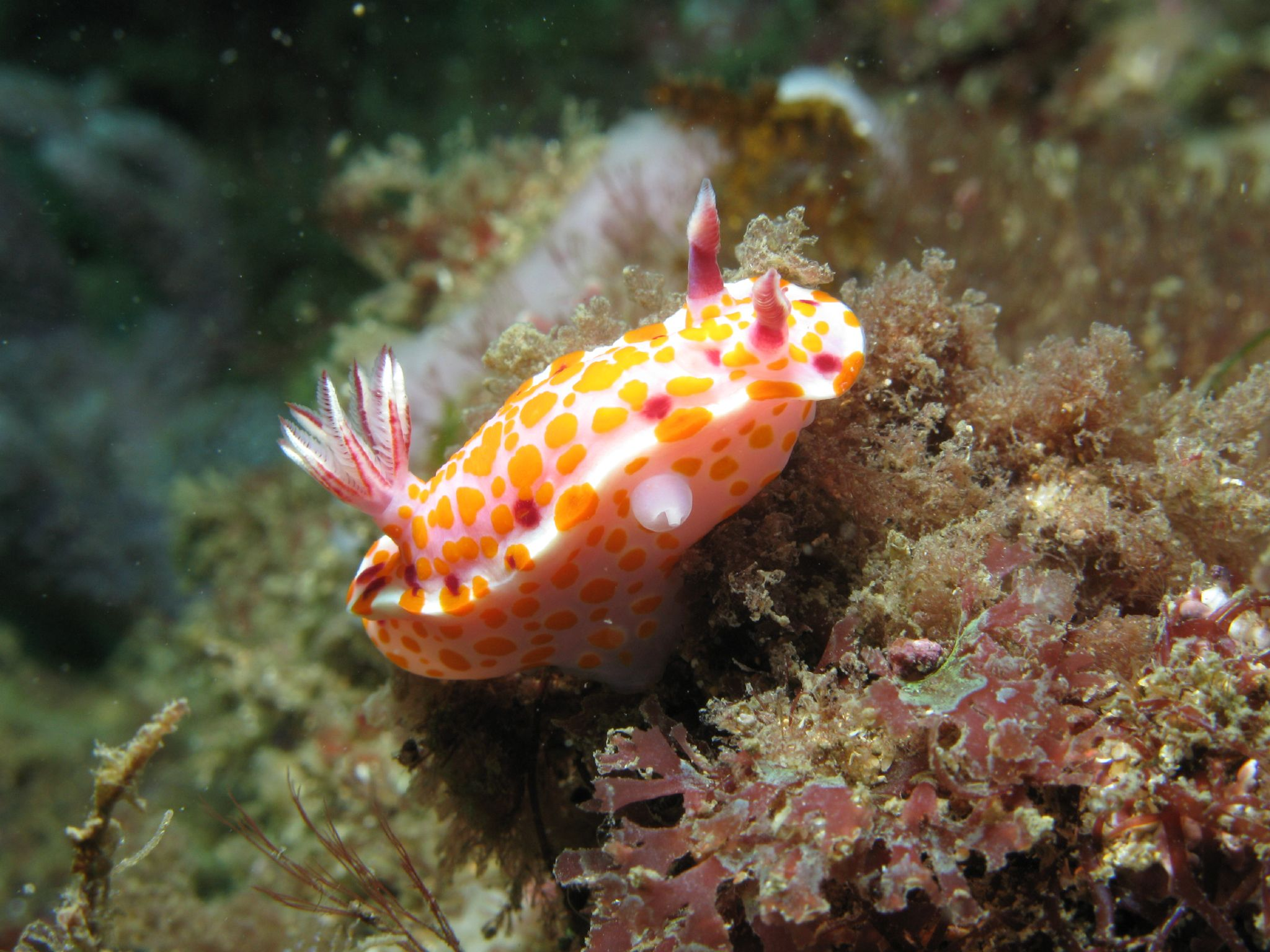
Ceratosoma amoenum
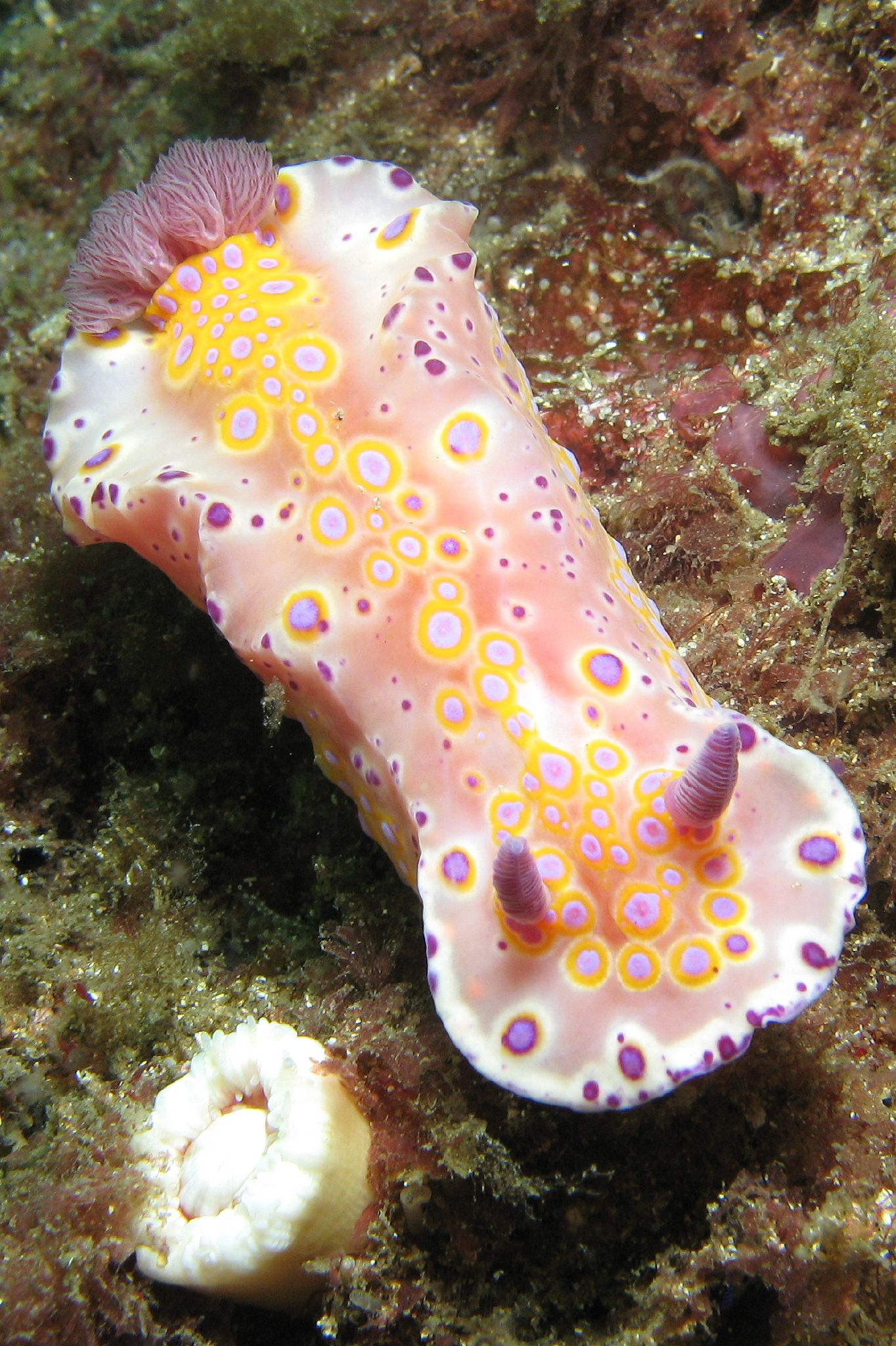
Ceratosoma brevicaudatum
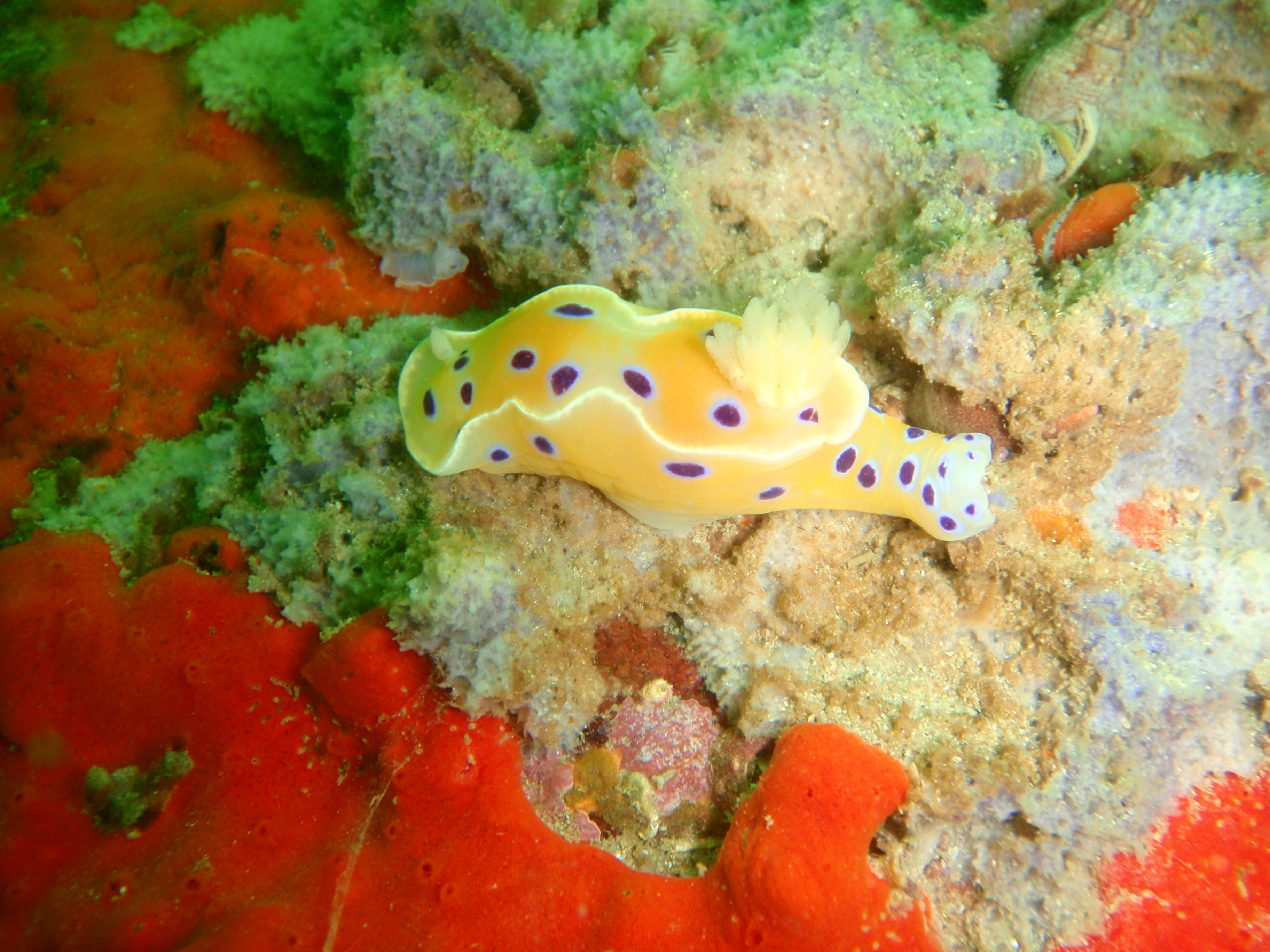
Ceratosoma ingozi
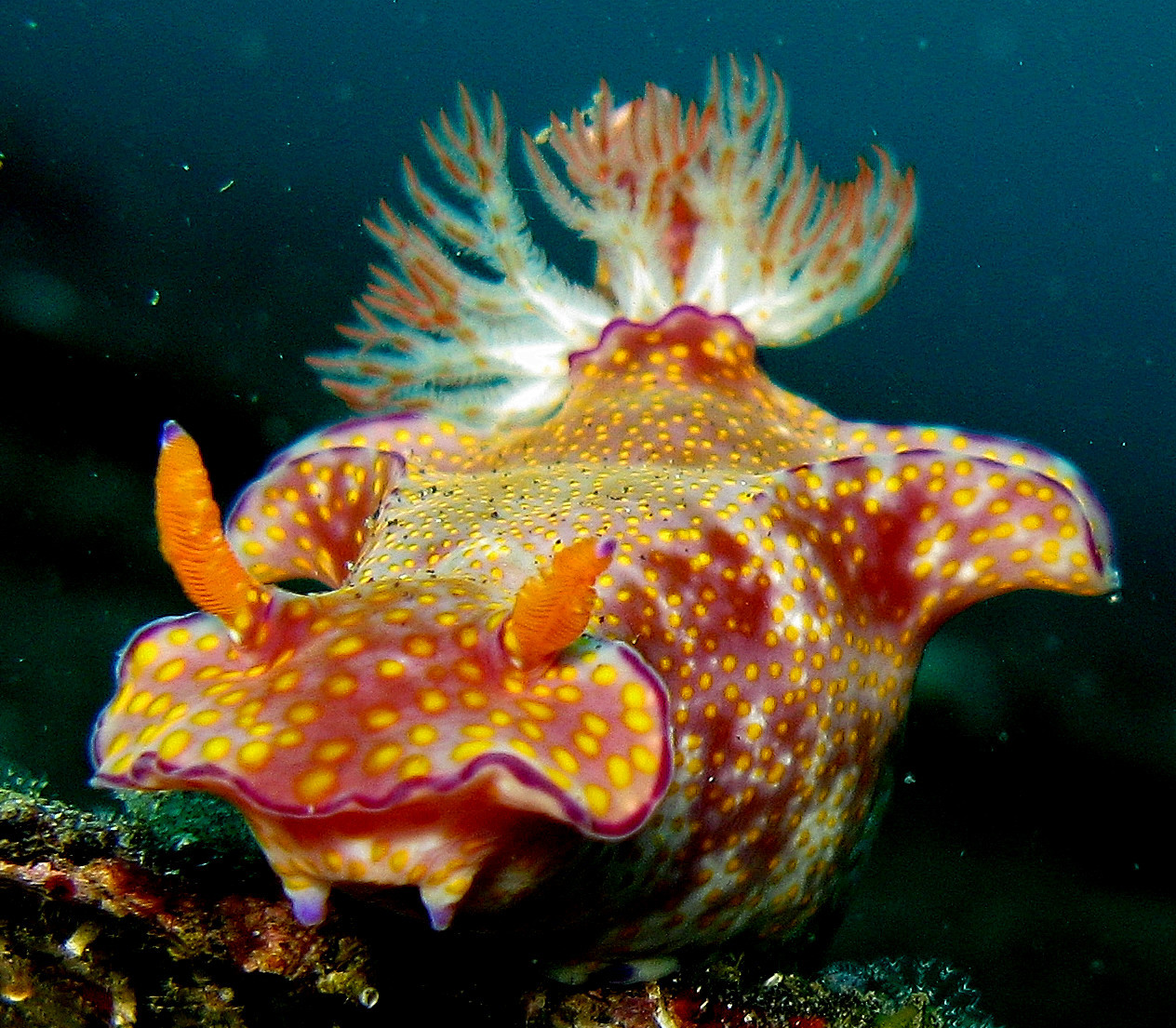
Ceratosoma tenue
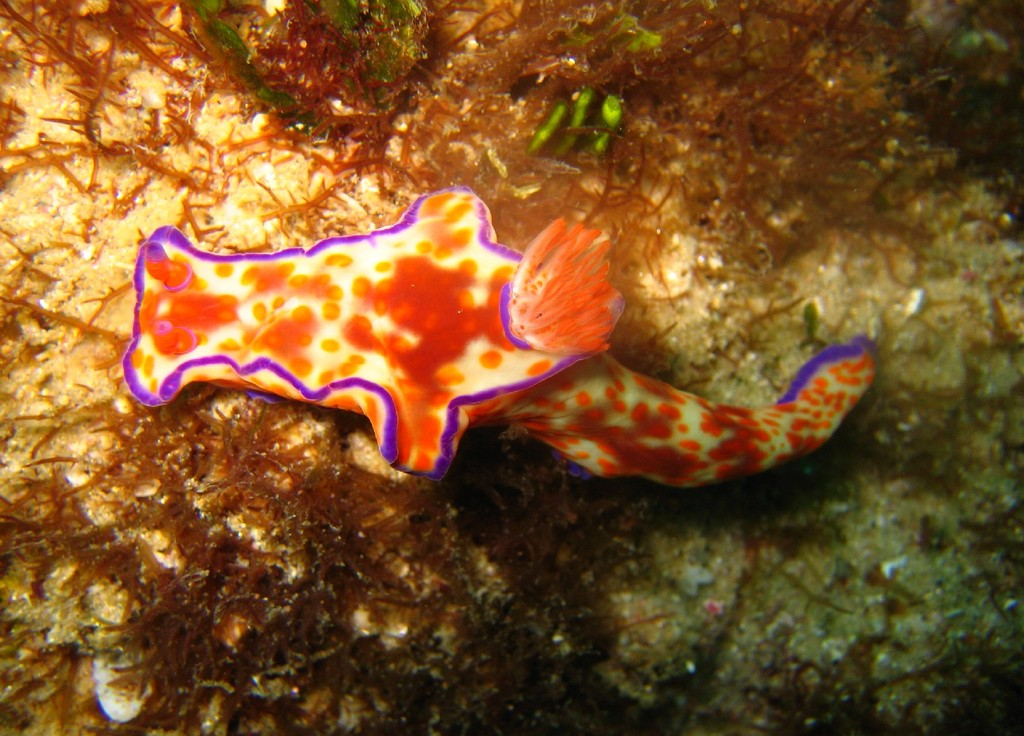
Ceratosoma trilobatum